# تحويل البيانات
تحويل البيانات (بالانجليزية: Datafication)هو اتجاه تقني يحول العديد من جوانب حياتنا إلى بيانات  والتي يتم تحويلها لاحقًا إلى معلومات يتم إدراكها كشكل جديد من أشكال القيمة.
قدم كينيث كوكير وفيكتور ماير شوينبرغر مصطلح Datafication إلى المعجم الأوسع في 2013 
حتى هذا الوقت، ارتبط تحويل البيانات بتحليل تمثيلات حياتنا التي تم التقاطها من خلال البيانات، ولكن ليس في الوقت الحاضر مقياس. كان هذا التغيير في المقام الأول بسبب تأثير البيانات الضخمة والفرص الحسابية الممنوحة للتحليلات التنبؤية.

## امثلة
```
الأمثلة على تحويل البيانات كما هو مطبق على وسائل التواصل الاجتماعي والتواصل كيف تحيد بيانات 
تويتر
 الأفكار الشاردة أو تحويل البيانات عن 
الموارد
 
البشرية
 بواسطة 
لينكد إن
 والآخرين. تتنوع الأمثلة البديلة وتشمل جوانب من البيئة المبنية والتصميم من خلال الهندسة أو الأدوات الأخرى التي تربط البيانات بنتائج الوسائط الرسمية أو الوظيفية أو غيرها من نتائج الوسائط المادية. يعد جمع البيانات ومعالجتها من أجل التحكم الأمثل (مثل تحسين الشكل) مثالاً على ذلك.
```

## تأثير
الموارد البشرية
تُستخدم البيانات التي يتم الحصول عليها من الهواتف المحمولة أو التطبيقات أو استخدام الوسائط الاجتماعية لتحديد الموظفين المحتملين وخصائصهم المحددة مثل الملف الشخصي لتحمل المخاطر والشخصية. ستحل هذه البيانات محل اختبارات الشخصية. بدلاً من استخدام اختبارات الشخصية التقليدية أو الاختبارات التي تقيس التفكير التحليلي، فإن استخدام البيانات التي تم الحصول عليها من خلال تحويل البيانات سيغير موفري الاختبارات الحاليين. أيضًا، مع هذه البيانات، سيتم تطوير مقاييس شخصية جديدة.
التأمين والمصارف
تُستخدم البيانات لفهم ملف مخاطر الفرد واحتمالية سداد قرض.
إدارة علاقات العملاء
تستخدم الصناعات المختلفة تحويل البيانات لفهم عملائها بشكل أفضل وإنشاء محفزات مناسبة بناءً على شخصية وسلوك كل عميل. يتم الحصول على هذه البيانات من اللغة والنبرة التي يستخدمها الشخص في رسائل البريد الإلكتروني أو المكالمات الهاتفية أو الوسائط الاجتماعية.
مدينة ذكية

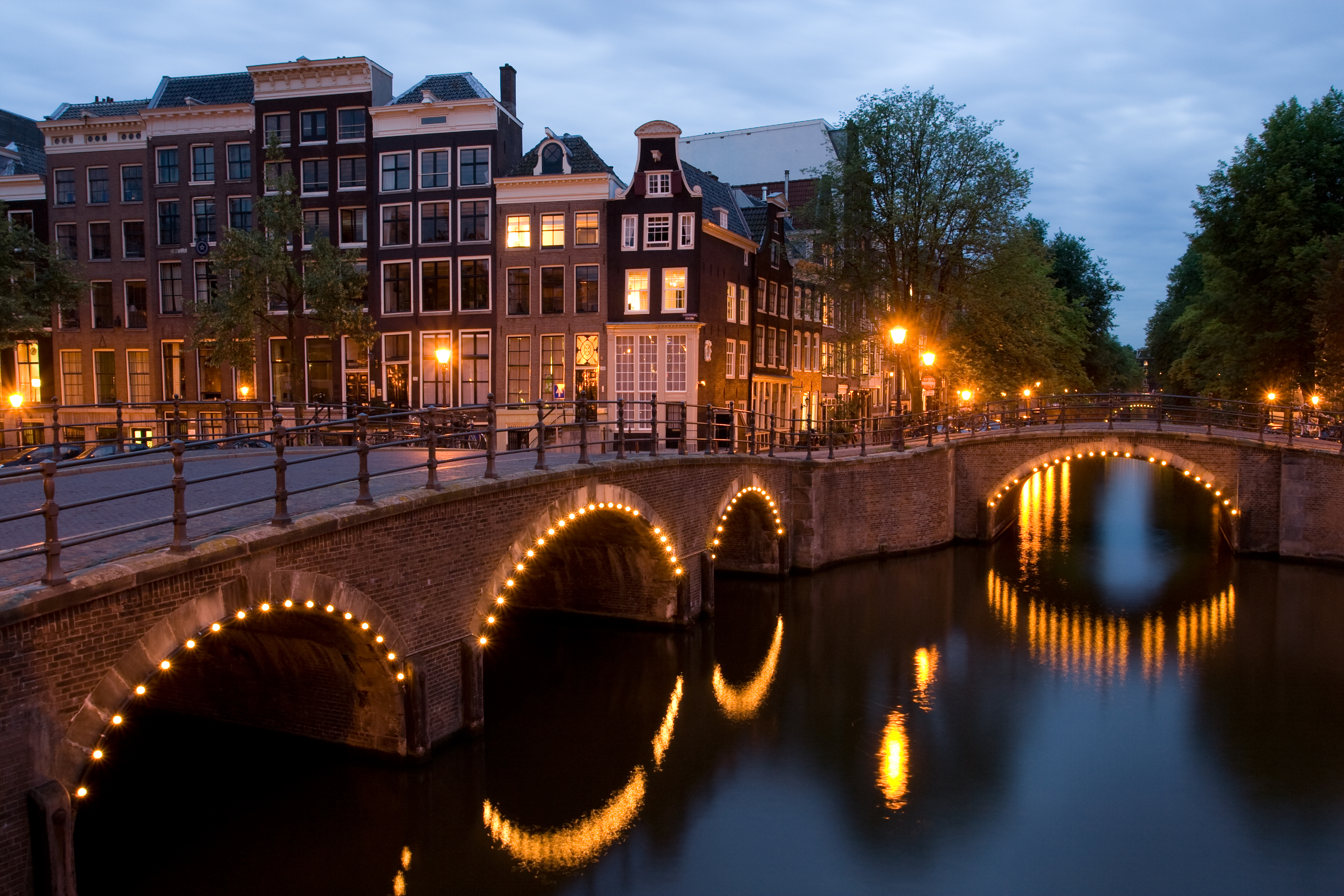
تمت ترقيه مصابيح في امستردام للسماح للمجالس البلدية بتعتيم الأضواء بناء على استخدام المشاة

من خلال البيانات التي تم الحصول عليها من أجهزة الاستشعار التي يتم تنفيذها في المدينة الذكية، يمكن ملاحظة المشكلات التي يمكن أن تنشأ ومعالجتها في مجالات مثل النقل وإدارة النفايات والخدمات اللوجستية والطاقة. على أساس البيانات في الوقت الفعلي، يمكن للمسافرين تغيير مساراتهم عندما يكون هناك ازدحام مروري. من خلال المستشعرات التي يمكنها قياس جودة الهواء والماء، لا يمكن للمدن اكتساب فهم أكثر تفصيلاً لمستويات التلوث فحسب، بل قد تسن أيضًا لوائح بيئية جديدة بناءً على البيانات في الوقت الفعلي.